# ألفا-بايروليدينوبيتيوفينون
الألفا-بايروليدينوبيتيوفينون (بالإنجليزية: α-Pyrrolidinobutiophenone أو α-PBP)‏ هو مركب منبه تم تطويره في الستينيات يث أعلن عنه كدواء مصمم (بالإنجليزية: designer drug)‏ غير مألوف. ويمكن اعتباره نظيرا مماثلا يقع في المرتبة بين دوائين مشهورين هما ألفا-بايروليدينوبنتيوفينون وα-PPP.